# Incheon Airport Maglev
Incheon Airport Maglev fue un sistema de trenes de levitación magnética (Maglev) que operó en la ciudad de Incheon, Corea del Sur hasta el 1 de septiembre de 2023, cuando cerró operaciones debido a los altos costos de mantenimiento y una afluencia mucho menor a la esperada.
El Incheon Maglev fue una línea de levitación magnética en Corea del Sur que se inauguró el 3 de febrero de 2016. Fue la segunda línea de levitación urbana no tripulada que operó comercialmente después del Linimo de Japón. Los trenes son más livianos, reduciendo los costos de construcción a la mitad. La mayor parte de la construcción se completó en noviembre de 2012.
Conectaba el Aeropuerto Internacional de Incheon con la Estación Yongyu y el Complejo de Ocio mientras cruzaba la isla Yeongjong. La línea no se consideraba parte del Metro de Seúl. Era gratuito para todos los corredores. Inicialmente funcionó entre las 09:00 y las 18:00. El horario se ha extendido entre las 07:30 y las 20:00. Las salidas eran cada 15 minutos desde todas las estaciones. Ofrecía un traslado a la estación Terminal 1 del aeropuerto internacional de Incheon de AREX
Esta línea maglev utilizaba específicamente la suspensión electromagnética (EMS) y la propulsión del motor de inducción lineal (LIM).
Este tren maglev fue uno de los primeros trenes comerciales maglev desde la década de 1980. Se planean dos etapas más de 9.7 km y 37.4 km. Una vez completado, se convertirá en una línea circular. Estas líneas conforman un proyecto central que gestionó la Autoridad de la Red Ferroviaria de Corea.

Fases de Expansión
1. Primera Fase (Operativa):
  - Longitud: 6.1 kilómetros
  - Estaciones: 6 (Aeropuerto Internacional de Incheon – Yongyu)
  - Velocidad Máxima: 110 km/h
2. Segunda Fase (Planeada):
  - Extensión: Ampliación de la línea actual hacia la estación de Cheongna International City.
  - Objetivo: Aumentar la longitud total de la línea a aproximadamente 9.7 kilómetros.
  - Estaciones Adicionales: Varias nuevas estaciones para mejorar la accesibilidad y conectividad.
3. Tercera Fase (Propuesta a Largo Plazo):
  - Objetivo: Extender la línea para conectar con la estación de Gangnam en Seúl.
  - Propósito: Mejorar la conexión entre Incheon y la capital, reduciendo significativamente el tiempo de viaje y aliviando el tráfico en las rutas existentes.

## Estaciones
|     |                                          |                 |                 |                             |                        |     |     |         |               |  |  |
| M01 | Incheon International Airport Terminal 1 | 인천공항1터미널 | 仁川空港1터미널 | Agrega→{{rail-interchange}} | Incheon Airport Maglev | --- | 0.0 | Incheon | Jung District |  |  |
| M02 | Long Term Parking                        | 장기주차장      | 長期駐車場      |                             | Incheon Airport Maglev |     |     | Incheon | Jung District |  |  |
| M03 | Administration Complex                   | 합동청사        | 合同廳舍        |                             | Incheon Airport Maglev |     |     | Incheon | Jung District |  |  |
| M04 | Paradise City                            | 파라다이스시티  | 파라다이스시티  |                             | Incheon Airport Maglev |     |     | Incheon | Jung District |  |  |
| M05 | Water Park                               | 워터파크        | 워터파크        |                             | Incheon Airport Maglev |     |     | Incheon | Jung District |  |  |
| M06 | Yongyu                                   | 용유            | 龍遊            |                             | Incheon Airport Maglev |     |     | Incheon | Jung District |  |  |
|     |                                          |                 |                 |                             |                        |     |     |         |               |  |  |